# Венето
Вѐнето (на италиански: Véneto, на ладински: Veneto; на цимбрийски: Venedigen; на фриулски: Venit) е италиански регион с обикновен статут с население 4 851 851 жители към 2025 г. Разположен е в Североизточна Италия и столицата му е Венеция. Създаден е през 1948 г. и започва да функционира през 1970 г.
Венето е един от 20-те региона в Италия. Днес той е един от най-богатите и индустриализирани региони на страната. Природата, историята и архитектурата на региона го превръщат в най-посещавания в Италия с повече от 69 милиона туристи на година през 2018 г. В него се намира един от най-старите университети на света, Падуанският.

## География
Граничи с Австрия на север, Трентино-Алто Адидже на северозапад, Емилия-Романя на юг, Ломбардия на югозапад, Фриули-Венеция Джулия на изток и Адриатическо море на югоизток. Заедно с Трентино-Алто Адидже и Фриули-Венеция Джулия образува макрообластта Тривенето или Трите Венеции.

Венето е регион, който включва в себе си много форми на природен пейзаж: от крайбрежната ивица с изглед към Адриатическо море до Венето-фриулската низина, която след това се издига в дванадесетте релефа на Еуганските хълмове и хълмовете Беричи, до Алпите в най-северната част, включително по-голямата част от Доломитите. С площ от 18 км² той е осмият италиански регион по площ. Най-северната му точка е Чима Ванскуро (на границата с Австрия, където се нарича Пфаншпитце), а най-южната точка –  Пунта ди Бакуко. Територията му е морфологично много разнообразна, с преобладаване на равнинната (56,4%).
Сухопътните му граници се определят от природни елементи от хидрографски тип (реките По, Таляменто, Ливенца), но също и от орографски тип (като например контрфорсите на север от платото Азиаго или планината Балдо). Друг географски елемент, характеризиращ региона, е речният басейн на Пиаве, почти изцяло затворен в границите на региона, тъй като изворите на Пиаве преминават заедно със Сапада в съседния регион Фриули-Венеция Джулия. Най-високият връх в региона е Мармолада (3343 м), разположен в провинция Белуно на границата с Трентино-Алто Адидже.
Има множество проходи в Доломитите, които пресичат регионалната планинска зона: Джау, Валпарола, Федая, Фалцарего,  Камполонго, Дуран, Форчела Стауланца, Маурия, Монте Кроче ди Комелико, Тре Крочи, Ксомо, Чибиана, Буоле, Сан Болдо, Форчела Лавардет, Кроче д'Ауне, Форчела Аурине, Чима Сапада, Села ди Риода.
Основните реки са По, Адидже, Брента, Пиаве, Ливенца, Бакильоне, Таляменто и Силе, а езера – Гарда, Мизурина, Санта Кроче, Ревине и Мис.

### Климат и околна среда
От студения климат на Доломитите до средиземноморския климат на Адриатическото крайбрежие, Венето обхваща в площ от 18 км² всички температури в Европа.
Езерото Гарда е специален случай: благодарение на размера му климатът около него, сравнително мек през цялата година, има субсредиземноморски характеристики с меки зими и много горещи лета.
Климатът на Венето е умерено влажен с горещи или много горещи лета, но благодарение на смекчаващия фактор на морето и Алпийската верига, които го предпазват от северните ветрове, той е като цяло мек.
Сред различните основни климатични зони откриваме Алпийския регион, характеризиращ се с хладно лято и ниски температури през зимата с чести снеговалежи, хълмистия район и част от равнината, където климатът е по-мек, и по-голямата част от равнината, където климатът е влажно умерен, тоест със сравнително студени и влажни зими и дълги горещи и задушни лета.
Във Венето има национален защитен парк и пет регионални парка: Национален парк „Белуно Доломити“, Регионален природен парк „Ампецо Доломити“, Регионален парк „Юганейски хълмове“, Регионален природен парк „Лесиния“, Регионален природен парк „Река Силе“ и Регионален парк на делтата на По. В допълнение към тях има и шест регионални природни резервата, четиринадесет държавни природни резервата, две влажни зони с международно значение, девет регионални държавни гори и няколко регионални парка и резервата от местно значение.

## История

### Праистория и Антична история
Още от праисторически времена районът е бил обитаван от евганеите, а в праисторическата епоха – от венетите, за които според класическата легенда се смята, че произхождат от Троя и Пафлагония в Анадол. Значими градове в региона имат своите корени във венециански селища, сред които Падуа, Конкордия, Одерцо (доказано съществували още през IX - VIII век пр.н.е.), Есте, Тревизо, Белуно, Алтино, Виченца, а вероятно и Верона и Адрия.
Анадолският произход на адриатическите венети остава спорен въпрос сред античните автори и продължава да бъде предмет на дискусия и днес. Според древни източници популации, наречени венети, са съществували в различни части на Европа – от Бретан до Испания. Римляните наричали Боденското езеро Lacus Veneticus, а редица топоними, свързани с Епир, Анадол и тези народи, подсказват за тяхното широко разпространение.  Примери за такива топоними са Винделиция (регион, съответстващ на днешна Бавария) и Виндобона (днешна Виена).  Тези популации могат да свидетелстват за съществуването на единна индоевропейска цивилизация, която се е простирала по цялото северозападно Адриатическо крайбрежие. Възможно е тя да има връзка с Културата на погребалните урни, характерна за този регион. 
Романизацията на Венеция е постепенен процес, който започва още през III век пр.н.е., когато венетите и римляните стават съюзници. През 225 - 222 г. пр.н.е. венетите и ценоманите сключват военен съюз с Рим срещу инсубрите, боите и гезатите, предоставяйки контингент от 20 000 мъже. Галите са победени в битката при Кластидиум през 222 г., което допълнително затвърждава римското влияние в регион. По-късно, през 216 г. пр.н.е., венецианските войски участват в битката при Кана срещу Ханибал, демонстрирайки своята лоялност към Рим.
През 181 г. пр.н.е. освещаването на римската колония Аквилея, възникнала на границата на територията на венетите, допълнително засилва традиционните отношения на сътрудничество с римляните и след Втората съюзническа война през 89 г. пр.н.е. няколко венециански града получават ius Latii, което им дава право на ограничено римско гражданство. През 49 г. пр.н.е. населението на територията получава пълно римско гражданство от Юлий Цезар.
В епохата на Октавиан Август територията е включена в Regio X Венеция и Истрия, чийто главен център е Аквилея. При Диоклециан тя става провинция Венеция и Истрия, разширявайки границите си до река Ада.
Християнизацията на региона започва от Аквилея, където християнството вероятно пристига по море. Според преданието църквата в Аквилея е основана от Свети Евангелист Марк. Той също така изпраща гърка Просдоцим да евангелизира Падуа, Азоло, Виченца, Тревизо, Алтино и Есте. Християнска общност от римска Африка допринася за евангелизацията на Верона, Свети Зинон Веронски, покровителят на града, също е африканец.

### Средновековие

#### Варварски нашествия и падане на Западната римска империя
През 168 - 169 г. сл. н.е. германските племена квади и маркомани извършват първите нападения върху територията на Венето, разграбвайки Одерцо. Въпреки това истинската вълна от нашествия започва през V век, когато хуните, херулите и накрая остроготите под предводителството на Теодорих Велики нахлуват в региона. През 493 г. Теодорих установява своето Остготско кралство, което обхваща Венето и Италия. Въпреки тези нашествия регионът успява да запази своята езикова, културна и институционална идентичност. Макар че земеделските и производствените техники са отслабени, те оцеляват след ударите на варварските нашествия.

#### Византийци и лангобарди
Готското управление внезапно приключва в средата на VI век след успешното настъпление на византийските армии, водени от генералите Нарсес и Велизарий. Скоро след това, през 568 г., регионът е връхлетян от страховитото и опустошително нашествие на лангобардите, което значително ограничава имперската власт в Северна Италия. В този период Венето се разделя на континенталната част, попаднала под лангобардска власт, и крайбрежната зона, останала зависима от Византийската империя. 
Паралелно с това Трикапитолинската схизма (VI-VII век) допринася за разцеплението в религиозната сфера, което остава значимо и през следващото столетие. Венецианските земи, присъединени към Лангобардското кралство, се организират в херцогства, сред които Виченца, Верона и Ченеда. Социалната структура на континента претърпява бърз упадък, но известна приемственост в градския живот е запазена благодарение на епископите, които се утвърждават като авторитетни фигури в моралната, културната и социалната сфера.
От своя страна, византийската област се консолидира през 580 г., когато оцелелите северни територии се обединяват в епархията Анонария. По-късно, през 584 г., регионът е обявен за автономна провинция в рамките на Равенския екзархат под името Венеция Маритима. Политическите и религиозните лидери от вътрешността, заедно със значителна част от населението, търсят убежище в ключови лагунни центрове като Градо, Каорле, Ераклеа, Торчело, Маламоко, Риалто, Оливоло, Киоджа и Каварцере, както и в селища, които по-късно изчезват като Амиана и Костанциако. Тези острови, които започват да се развиват още от един век, през 697 г., по време на управлението на император Леонтий, образуват Венецианското херцогство.
За формалното разделение между Венецианското херцогство и Лангобардското кралство е необходимо установяване на официални граници (terminatio), което се случва с подписването на споразумение между крал Лиутпранд и Паолучо Анафесто, първия дож на Венецианската република. С времето лагунните територии придобиват нарастваща автономия спрямо Византия, докато през 751 г., след лангобардското завладяване на Равена, византийската зависимост остава предимно символична. В този период седалището на дукса е преместено от Ераклея на края на континента в Метамауко/Маламоко, който предлага по-сигурна защита.

#### Раждане на Венеция и на Веронската марка
В края на VIIII век Лангобардското кралство е победено от франките под предводителството на Карл Велики, който е коронясан за император на Свещената Римска империя в коледната нощ на 800 г. Синът му Пипин Гърбавият също прави опит да завладее крайбрежните територии, но след като е отблъснат, той е принуден  официално да признае независимостта на Венецианското херцогство в договора от 811 г. с Византийската империя. В рамките на тази федерация от лагунни центрове и територии, от Градо до Лорео, известна като Догадо, се утвърждава Венеция, значим градски организъм, развиващ се около търговския център Риалто. През 812 г. столицата е преместена от Маламоко, разрушен от Пипин, в Риалто.
И от религиозна гледна точка, през 827 г. се установява разделение между континенталната част на Венето и морската Венеция: епископите на континента остават подчинени на митрополитската епархия на Аквилея, докато гъстата мрежа от нови епархийски епархии, възникнали в Лагуната, признава патриаршията на Градо за свой духовен център.
Династичните проблеми във Франкската империя и ужасните агресии на унгарците през X век водят до вакуум във властта и широко разпространен конфликт, който засяга континентален Венето до средата на X век. Имперската власт е окончателно възстановена от Ото I: през 962 г. той присъединява обширна територия в североизточна Италия към Херцогство Бавария, а по-късно, през 976 г., към Херцогство Каринтия. Полученият организъм, чиято цел е да действа като връзка между Германия и Италия, е наречен Веронска марка по името на главния му град Верона. През 1027 г. диоцезът Тренто се отделя от нея и се организира като църковно княжество, а през 1077 г. Фриули започва свой автономен исторически път под ръководството на патриарсите на Аквилея.  Връзките между Веронската марка и Империята се засилват от присъствието на територията на различни феодални династии от германски произход: сред най-известните, предопределени да играят важна роля през следващите векове, са Есте, Ецелини, Да Камино и Да Карара.

#### XI – XIII век: Комуни, сеньории и издигане на Херцогство Венеция
Започвайки от първите десетилетия след 1000 г., регионът Венето преживява значителен икономически подем, който води до възстановяване на социалния живот в основните градове. Тези градове започват да упражняват хегемонен контрол над своите селски райони, което засилва тяхната политическа и икономическа мощ.
От края на X век Венеция започва морската си експанзия в Адриатическо море, където започва да се утвърждава като хегемонна сила. Постепенно тя се превръща във Венецианския залив и значително увеличава привилегиите и търговията си на Изток.
Парарелно с икономическото развитие, във Веронската марка (която от 1200 г. започва да се нарича Тревизанска марка), се наблюдава отслабване на феодалната система. Това води до прогресивната поява на свободни комуни, най-важните от които са Верона (1136), Падуа (1138), Тревизо и Виченца. Континенталната част на страната става все по-малко подвластна на германските императори.
През XIII век Венеция разширява властта си в цялото източно Средиземноморие, което кулминира с Четвъртия кръстоносен поход и със създаването на Латинската империя през 1205 г., в която на Венеция е гарантирано господството над една четвърт и половина от Римската империя. Морската държава включва, освен териториите на Истрия и Далмация, Йонийските острови, Крит, Кипър и цяла поредица бази и крепости в Пелопонес, Егейско море и Анадол. 
Макар морето да е основният източник на нейното благосъстояние, Венеция никога не губи интерес към вътрешността на страната. Тя поддържа стабилни връзки, особено с областите Тревизо и Падуа, активно подкрепя Веронската лига, създадена през 1164 г. между Падуа, Тревизо, Винченца и Верона, а по-късно се присъединява към Ломбардската лига. Това ѝ позволява да се издигне до престижна роля на посредник между папа Александър III и император Фридрих I Барбароса, като тяхното помирение е официално отбелязано във Венеция, в Сан Марко, през 1177 г., събитие, останало в историята като Венецианския мир.
През XIII век в целия континент свободните комуни са превърнати в могъщи господари, които се борят помежду си за регионална хегемония. Сред първите, които се утвърждават, е Ецелино III да Романо, който успява да завладее голяма част от централно-северен Венето. Тревизо попада под контрола на семейство Да Камино, а през 1262 г. Дела Скала се налагат във Верона, превръщайки я в столица на могъща държава, която в разцвета си пресича Апенините и достига чак до Лука.

#### XIV – XV и венецианска доминация
Макар че Венеция има морето за център на своите икономически интереси, тя поддържа постоянни връзки с вътрешността на страната, упражнявайки силно влияние върху измъчените градове на Тревизанската марка. През 1291 г. Мота ди Ливенца става първата континентална територия, управлявана от републиката. От XIV век нататък Венеция започва да се намесва все по-активно в регионалната политика, за да защити своите сухопътни и речни комуникационни пътища от заплахата на семейство Да Карара. През 1318 г. Падуа губи своята общинска независимост, попадайки под властта на семейство Да Карара, което скоро влиза в конфликт с Венеция и Верона. Нарастващото влияние на републиката предизвиква завист сред съседните държави, които през 1379 г. сформират коалиция срещу Венеция, включваща Да Карара, херцога на Австрия, краля на Унгария, патриаршията на Аквилея и Генуа. Това води до Войната за Киоджа, която завършва през 1381 г. с победа на Венеция срещу Генуа по море, но загуба на Тревизо, отстъпен на херцога на Австрия.
Надвисналата заплаха от Да Карара, към която се добавя и държавата на Висконти, която завладява голяма част от Венето между 1387 и 1390 г., обаче не изчезва. Венецианската република първоначално реагира решително на целите на Франческо II да Карара, като си връща Тревизо през 1388 г. и след това в бърза последователност практически всички земи в района му: на 28 април 1404 г. Венецианският сенат приема капитулацията на Виченца, Колоня (7 май), Белуно (18 май), Басано (10 юни), Фелтре (15 юни), Алтопиано дей Сете Комуни (20 февруари 1405 г.) и Верона (22 юни). На 22 ноември пада и Падуа и последните представители на сем. Да Карара завършват земния си път в затвора.
С това единството на Венето е практически възстановено. Венеция гарантира автономни статути на новите територии, като запазва местните институции и закони в замяна на подчинение на републиката. Континенталните владения започват да функционират като ранна форма на федерална държава.
През XVI век Венецианската република допълнително разширява владенията си, присъединявайки Кадоре и Фриули през 1420 г., последвани през 1428 г. от Бреша, Бергамо и Крема, и завладява Полезине, вече окупиран през 1405 г. и окончателно отнет от херцога на Ферара през 1484 г.

### Модерна епоха

#### XVI – XVIII век: Pax Veneta
През втората половина на XV век и в началото на XVI век Венеция продължава експанзионистичната си политика, като донася Лъва на Свети Марк в Романя, Южно Трентино, Гориция, Триест и дори в Пулия. В навечерието на войната от 1509 г. Венецианската република, с Морските владения и Континенталните владения, представлявала мултиетническа империя, населена с венецианци, ломбардци, фриули, истрийци, романьоли, далматинци, хървати, албанци, апулийци, гърци и кипърци.
През 1508 г. австрийския император губи Триест и Гориция от венецианците. Венеция отнема и градове в Романя от папа Юлий II. Така под негово ръководство е сформирана антивенецианска коалиция, известна като Камбрийска лига. Юлий II обаче обявява война на Републиката. Венеция реагира, като мобилизира армията и поставя начело Бартоломео д'Алвиано. На 14 май 1509 г., в Анядело, в района на Крема, венецианските войски са разгромени от армията на Луи XII: за няколко дни голяма част от Континенталните владения е окупирана от врага.
Венеция успява да обърне хода на войната чрез дипломация и военни победи, включително битката при Мариняно, където венецианската кавалерия помага на Франсоа I да победи швейцарските войски. Републиката си възвръща голяма част от континента, връщайки се към границите от края на XV век. Единствено долината на Ампецо остава австрийска до 1918 г. 
След дългия военен период, през 1530 г. започва епоха на развитие, продължила почти три века до 1797 г. Въпреки това упадъкът на търговията и морската империя води до социална и политическа стагнация, тъй като аристократите насочват вниманието си към поземлените имоти на континента, което прогресивно намалява динамиката на управляващата класа и води все повече до социална и политическа стагнация на републиката.
През XVII век Венеция все още успява да се противопостави на турците, защитавайки последните си морски владения и реорганизирайки сухопътната армия. Въпреки това XVIII век бележи окончателния упадък на политическия модел, който е управлявал държавата в продължение на хилядолетие.

### Съвременна епоха

#### Пристигане на Наполеон и австрийско господство
В края на XVIII век революционните и буржоазни вълнения достигат и до Венецианската република, докато войските на Наполеон Бонапарт нахлуват от Алпите, след началото на италианската кампания.
Венеция избира неутралитет и същевременно отказвайки да вземе страна и да мобилизира войски за защита на териториите си. В резултат на това Венето се превръща в бойно поле между враждуващите сили. Континенталната част на региона е окупирана от френските войски, на които получават разрешение да влизат в градовете.
Напрежението достига връхната си точка с Веронските Великдени – бунт срещу френското присъствие, който дава на Наполеон претекст да свали аристократичното правителство. В опит да избегне неизбежното, Венеция демобилизира войските си и се оттегля се към Двореца на дожите. Под заплахата от нашествие на 12 май 1797 г. Висшият съвет обявява края на републиката, предавайки властта на демократичната община.

Следват плячкосвания и актове на насилие от страна на французите, които се стремят да извлекат максимална полза от венецианските земи. В същото време те се опитват да ограничат предимствата на Австрия, на която тези територии са предназначени според предварителното мирно споразумение. Това споразумение е формализирано с Кампоформийския мирен договор между Франция и Австрия (18 октомври 1797 г.).
Венето остава под австрийско управление от 1797 до 1805 г., когато след Пресбургския мир е присъединен към доминираното от Франция Кралство Италия, в рамките на което остава в продължение на десетилетие.
С падането на Наполеон австрийското управление е възстановено със създаването на Ломбардско-Венецианското кралство. Шестдесетте години на господство на Хабсбургите обаче са белязани от въстанията на Рисорджименто, кулминиращи с бунтовете във Виченца, Падуа, Тревизо и в създаването на Република Сан Марко във Венеция през 1848 г. Докато Верона се превръща в една от крепостите на Австрийския четириъгълник, революционните движения в градовете във вътрешността на страната са потушени от имперската армия. Въпреки желаното обединение с Кралство Сардиния военните поражения, понесени от пиемонтската армия по време на Първата война за италианска независимост, изолират Република Сан Марко, която, въпреки съпротивата срещу войските на Йозеф Радецки, най-накрая е принудена да капитулира на 24 август 1849 г.
В края на Втората война за независимост, през 1859 г., австрийците все още държат Венето: след като достига портите на Верона, френско-пиемонтската армия е спряна от подписването на 11 юли примирието от Вилафранка с Австрия от страна на Наполеон III.

#### Обединение с Кралство Италия
Обединението на Венето с Кралство Италия се случва през 1866 г. след Третата война за независимост. Въпреки че Италия е победена от австро-венецианската армия по суша при Кустоца и по море при Лиса, прусашката победа в битката при Садова води до мирни споразумения между основните европейски сили, които предвиждат отстъпването на Венето не на Италия, страна, която не се смята за победена, а на Франция, с уговорката, че Наполеон III ще го предаде на Виктор Емануил II след организиране на плебисцит.
Виенският мирен договор, подписан на 3 октомври 1866 г., буквално предвижда, че отстъпването на Венето (с Мантуа и Удине) на Кралство Италия ще се осъществи при условие на съгласието на надлежно консултираното население.
Наполеон III организира плебисцит във венецианските провинции и Мантуа, в съответствие с мирния договор, според който: „Гражданите на освободените италиански провинции, свикани в комициите на 21 и 22 октомври миналата година, обявяват обединението на Кралство Италия с конституционната монархия на Виктор Емануил II“. Наполеон III обаче е подложен на силен натиск от Савойската династия да предаде крепостите и военния контрол над региона преди изхода от плебисцита и дори преди самото организиране на плебисцита. Граф Грамонт, на когото временно е поверена територията на днешен Венето, плюс Мантуа и Фриули с изключение на Триест, се опитва да спази ангажимента. Въпреки това натискът принуждава Наполеон III да предаде крепостите и да позволи на войските на Кралството да окупират Венето още преди провеждането на плебисцит. Плебисцитът е организиран на 21 и 22 октомври 1866 г. с всеобщо избирателно право за мъжете (т.е. само 30% от населението е призовано да гласува). Резултатът е 646 789 гласа „за“, 69 гласа „против“ и 567 невалидни гласа.

#### Първа световна война
На 24 май 1915 г. Италия влиза в Първата световна война (първият оръдеен изстрел е произведен от Форт Верена) редом със силите на Антантата с цел да отнеме от Австро-Унгарската империя австрийските Фриули с град Гориция и Венеция-Джулия с Триест, Истрия и Фиуме. По този начин Венето се превърна в тилова зона на много дългия фронт, простиращ се от Малките Доломити до Доломитите, Карния и Карстовото плато. Тревизо става седалище на Интенданството на Кралската армия, докато в Падуа са създадени различни висши командвания, включително това на 3-та армия, множество логистични отдели и главната военна болница на фронта.
Сривът на фронта в нощта на 24 октомври 1917 г., по време на битката при Капорето, внезапно превръща региона Венето в сърцето на новия фронт. Под заплахата от обкръжение и пълно поражение, армията се опитала да отстъпи, което скоро се превърнало в разгром. Пътят, който заплашвал венецианските столици, бил напълно отворен за императорско-кралската австро-унгарска армия. В отчаян опит да защити Венеция и нейната ценна военноморска база, италианската армия се опитва да се прегрупира първо на Ливенца, след което заема позиции на Пиаве, където участва в дълга съпротивителна битка.
Териториите северно от фронта остават в австрийски ръце до 1918 г. и окончателната победа в битката при Виторио Венето.
Първата световна война нанася много сериозни щети на територията. Цели села са унищожени по линията Пиаве, както и в планините (Азиаго е напълно сринат до основи), докато селските райони остават необработваеми и обезлюдени.
Огромната бедност, оставена от развалините на войната, благоприятства масова емиграция, насочена предимно към латиноамериканските страни и други региони на Италия.

#### Втора световна война
Втората световна война донесе още повече разрушения. След примирието от 8 септември 1943 г. територията е окупирана от германски войски. Верона става една от столиците на Италианската социална република, със създаването на важни военни командвания и някои министерства. През този период огромни разрушения са причинени от въздушни бомбардировки (тази, която удря и срива голяма част от Тревизо, е особено свирепа). И други масивни бомбардировки над Падуа и Верона и по-специално Виченца, тази също почти срива до основи. Индустриалната зона на Маргера, по-специално, претърпява огромни разрушения, след като беше многократно ударена от бомбардировките на Съюзниците.
След това регион Венето се превръща в терен за партизански действия по време на партизанската съпротива. С безусловната капитулация на германския окупатор на 29 април 1945 г. Венето е окончателно освободено от нацисткия фашизъм.

#### XX век
На 2 юни 1946 г. венецианското население участва масово в референдума, който одобрява прехода от монархия към република. С влизането в сила на Конституцията на Италианската република на 1 януари 1948 г., новата организация на държавата включва създаването на Венето като регион с обикновен статут.
След войната емиграцията се възобновява, засягайки Америка, Европа и други региони на Северна Италия. Смята се, че около 3 300 000 души емигрират от Венето в годините между 1876 и 1976 г., което го прави италианският регион с най-висока емиграция през този период (вторият е Кампания с 2 500 000 души).
През 50-те години индустриалната дейност на Порто Маргера започва да се възстановява от опустошенията, причинени от конфликта, като отново започва да расте, докато достига максималното си разрастване през 60-те години, когато индустриалният център се превръща в един от най-важните в Европа.
От 60-те години във Венето се наблюдава разпространение на малки и средни предприятия.

## Политика

### Административно деление
От 1 януари 1948 г., съгласно чл. Съгласно член 131 от действащата италианска конституция, Венето е регион с обикновен статут на Италианската република, но функциите му са въведени едва със Закон 281 от 1970 г. С 560 общини на територията си, Венето е третият регион в Италия по общинско деление. Венето е разделен на 7 големи административни единици (от които 6 провинции и 1 метрополен град):
| Герб | Провинция               | Акроним | Площ (km²) | Население към 1.1.2025 | Гъстота на насел.(души/km²) | Общини | Карта                        | Sito istituzionale |
| ---- | ----------------------- | ------- | ---------- | ---------------------- | --------------------------- | ------ | ---------------------------- | ------------------ |
|      | Метрополен град Венеция | VE      | 2.477      | 833.934                | 336,60                      | 44     | Provincia di Venezia         | Шаблон:Cita testo  |
|      | Провинция Белуно        | BL      | 3.609      | 197.558                | 54,74                       | 60     | Provincia di Belluno         | Шаблон:Cita testo  |
|      | Провинция Падуа         | PD      | 2.145      | 932.704                | 434,79                      | 101    | Provincia di Padova          | Шаблон:Cita testo  |
|      | Провинция Ровиго        | RO      | 1.823      | 227.052                | 124,51                      | 50     | Provincia di Rovigo          | Шаблон:Cita testo  |
|      | Провинция Тревизо       | TV      | 2.479      | 877.565                | 353,96                      | 94     | Provincia di Treviso         | Шаблон:Cita testo  |
|      | Провинция Верона        | VR      | 3.097      | 928.907                | 299,96                      | 98     | Provincia di Verona          | Шаблон:Cita testo  |
|      | Провинция Виченца       | VI      | 2.720      | 854.131                | 313,97                      | 113    | Provincia di Vicenza         | Шаблон:Cita testo  |
|      |                         | общо    | 18.351     | 4.851.851              | 264,38                      | 560    | Mappa provinciale del Veneto | Шаблон:Cita testo  |

## Икономика
След разрушенията и бомбардировките през Втората световна война Венето е един от най-бедните региони в Италия. Днес той е до голяма степен земеделски район с динамична икономика. Основните земеделски продукти са царевица, грах, зеленчуци, ябълки, тютюн и др. Този район е известен с производството си на вино. Отглежда се и едър рогат добитък. Разпространена е металургията, химическа промишленост, текстилна промишленост, производство на стъкло и електроника. Други сектори на икономиката, които се развиват в района, са банковото дело, търговията и туризма.

## Основни туристически атракции
Венето е най-посещаваният от туристи регион в Италия, с около 60 милиона туристи на година.

### Градове на изкуството
Венеция: Град, прочут със своите изкуство, история и култура. Обявен от ЮНЕСКО за световно богатство.
Падуа: Град с културно, историческо и икономическо значение.
Верона: Градът на Ромео и Жулиета. Също обявен от ЮНЕСКО за световно богатство.
Виченца също е обявена от ЮНЕСКО за световно богатство.

## Личности, свързани с Венето
- Марко Поло (15 септември 1254, Венеция – 8 януари 1324, Венеция) – венециански търговец и откривател на Персия, Индия и Китай.
- Антонио Вивалди (4 март 1678, Венеция – 28 юли (или 27) 1741, Виена), наричан още Il Prete Rosso („Рижият абат“) – свещеник и композитор на барокова музика, както и прочут виолист.
- Джакомо Казанова (2 април 1725, Венеция – 4 юни 1798), скандален венециански авантюрист, писател и почитател на женската красота.
- Антонио Салиери (18 август 1750, провинция Верона – 7 май 1825) – композитор и диригент
- Алесандро дел Пиеро (роден на 9 ноември 1974), известен футболист от Тревизо.